# Ebla
| Geschiedenis van Mesopotamië |                                              |                                              |                                              |                                                                        |                                                                        |                                                                        |                                                                        |
| Prehistorisch Mesopotamië pre–3100 v. Chr. Hassunacultuur 6400-5800 Samarracultuur 5500-4800 Halafcultuur 5500-4500 Obeidcultuur 5500-4000 Urukperiode 4000-3100                              |                                              |                                              |                                              |                                                                        |                                                                        |                                                                        |                                                                        |
| Sumerië Jemdet Nasr-periode 3100-2900 Vroeg-dynastieke periode 2900-2350 Ebla 2500-2350 — Mari 2900- 1750 Akkadische Rijk 2350-2150 Guti-overheersing 2212–2120 Neo-Sumerische Rijk 2120–2004 |                                              |                                              |                                              |                                                                        |                                                                        |                                                                        |                                                                        |
| Tijd van Isin en Larsa 2004–1763 v. Chr. | Tijd van Isin en Larsa 2004–1763 v. Chr.     | Tijd van Isin en Larsa 2004–1763 v. Chr.     | Tijd van Isin en Larsa 2004–1763 v. Chr.     | Oud-Assyrische periode 2000–1756 v. Chr.                               | Oud-Assyrische periode 2000–1756 v. Chr.                               | Oud-Assyrische periode 2000–1756 v. Chr.                               | Oud-Assyrische periode 2000–1756 v. Chr.                               |
| Babylonië Oud-Babylonische Rijk 1750-1595 |                                              |                                              |                                              |                                                                        |                                                                        |                                                                        |                                                                        |
| Karduniaš 1590-1100 Midden-Babylonische Rijk | Karduniaš 1590-1100 Midden-Babylonische Rijk | Karduniaš 1590-1100 Midden-Babylonische Rijk | Karduniaš 1590-1100 Midden-Babylonische Rijk | Mitanni 15e eeuw Midden-Assyrische Rijk 1400-1200 Hanigalbat 1400-1200 | Mitanni 15e eeuw Midden-Assyrische Rijk 1400-1200 Hanigalbat 1400-1200 | Mitanni 15e eeuw Midden-Assyrische Rijk 1400-1200 Hanigalbat 1400-1200 | Mitanni 15e eeuw Midden-Assyrische Rijk 1400-1200 Hanigalbat 1400-1200 |
| Nieuw-Assyrische Rijk 900-609 |                                              |                                              |                                              |                                                                        |                                                                        |                                                                        |                                                                        |
| Nieuw-Babylonische Rijk 626-539 |                                              |                                              |                                              |                                                                        |                                                                        |                                                                        |                                                                        |
| Portaal Geschiedenis Portaal Mesopotamië |                                              |                                              |                                              |                                                                        |                                                                        |                                                                        |                                                                        |

Ebla (Arabisch: إبلا) was een oude stad in het noordwesten van het huidige Syrië, zo'n 55 km ten zuidwesten van Aleppo. Het was een belangrijke stadstaat in twee perioden: eerst rond 2500 v.Chr. - 2350 v.Chr., daarna nog een keer tussen 1800 en 1650 v.Chr.
De plaats is tegenwoordig bekend als Tell Mardikh (Arabisch: تل مرديخ), en zij is vooral beroemd om de paleisarchieven van kleitabletten, inmiddels om en bij de 20.000 stuks, daterend van rond 2250 v.Chr., in het Sumerisch en het Eblaïtisch - een voorheen onbekende lokale Semitische taal. De tabletten gebruiken een vroege vorm van het spijkerschrift ontleend aan dat van Sumer. De inhoud van het archief omspant de geschiedenis van deze stad over een tijdperk van zo'n 140 jaar.

## Ontdekking en opgraving

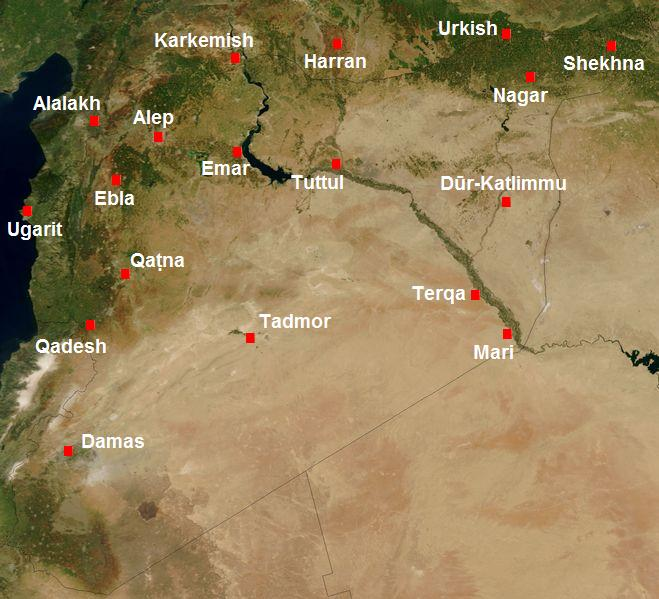
Kaart van Syrië in het tweede millennium v.Chr.

In 1964 begon een Italiaans team van archeologen van de Universiteit van Rome La Sapienza onder leiding van Paolo Matthiae met de opgravingen van Tell Mardikh. In 1968 borgen zij een standbeeld dat aan de godin Ishtar was gewijd en waarop de naam van koning Ibit-Lim stond gegraveerd. Daarmee werd de stad geïdentificeerd, die sinds lang uit Egyptische en Akkadische inscripties bekend was. Men vond ook een stenen plengofferbekken. Daarop werd een gebouw uitgegraven van destijds drie verdiepingen hoog, met ruime betegelde kamers, en een trap in vier delen ondergebracht in een toren erlangs. Het geheel bleek ooit verwoest te zijn. Er werden ook 44 kleitabletten gevonden, administratief in Noordwest-Semitisch (vroeg-Kanaänitisch). Het daaropvolgend decennium ontdekte het team een fors koninklijk paleis dat gedateerd werd van rond 2500–2000 v.Chr. met zo'n 15 000 goed bewaarde spijkerschrift kleitabletten in de archiefruimten van de ruïnes. Ca. 80% van de tabletten is in het Sumerisch, de rest in een eerder onbekende Semitische taal die men 'Eblaïtisch' is gaan noemen. Pettinato en Dahood zijn van mening dat het Eblaïtisch schrift West-Semitisch is, maar Gelb en anderen denken dat het een Oost-Semitisch dialect is, dat dichter bij het Akkadisch aanleunt.
Ook woordenlijsten werden bij de tabletten gevonden, waardoor het mogelijk was ze te vertalen. Verder waren er teksten van oude mythen zoals die van de schepping en de mythe van de zondvloed.
Behalve het paleis werd een grote tempel in driedelige structuur gevonden, waarin het Ishtar-beeld als votiefbeeld was opgesteld en waarbij ook het plengofferbekken hoorde. De zware stadsmuren van Ebla waren kennelijk destijds al verstevigd met glacis.
Intussen is gebleken dat het gebouw waarin de tabletten waren ondergebracht niet de paleisbibliotheek zelf was, maar een administratief gebouw voor provisie en belastingen, rechtszaken en diplomatieke en handelsverdragen, met een scriptorium (schrijfzaal) waar teksten werden gekopieerd. Men meende dat de grotere tabletten aanvankelijk op houten rekken waren opgeslagen, die instortten toen het paleis afbrandde. De plaats waar ze neergekomen waren maakte het mogelijk de oorspronkelijke plaats te herkennen. Men ontdekte dat ze volgens onderwerp waren gerangschikt. Er zouden ook houten tabletten tussen hebben gestaan, die uiteraard door de brand zijn verpulverd.

## Het oudste Ebla
De naam "Ebla" betekent "witte rots" en verwijst naar de richel van krijtrots waarop de stad werd gebouwd. De locatie vertoont tekenen van continue bewoning van voor 3000 v.Chr. zoals de meeste nederzettingen in de Vruchtbare Sikkel. Het belang van deze nederzetting groeide en bereikte een hoogtepunt tijdens de tweede helft van het 3e millennium. Het eerste hoogtepunt in de bloei lag tussen 2400 en 2240 v.Chr. De naam Ebla werd al vermeld in teksten in Akkad rond 2300 v.Chr.
De meeste paleistabletten van Ebla die uit deze periode dateren gaan over economische zaken. Ze gunnen ons een goede kijk op het dagelijks leven van de inwoners en ook heel wat inzicht in het cultureel, religieus, economisch en politiek leven in noordelijk Syrië en het Midden-Oosten rond die tijd. De meeste teksten zijn verslagen van staatsinkomsten, maar er zijn ook koninklijke brieven bij, Sumerisch-Eblaïtsche woordenboeken, onderwijsteksten, en diplomatieke documenten zoals verdragen tussen Ebla en andere steden uit de regio.
Een van de machtigste personen van Ebla staat  bekend als minister Ibrium, die het zogenaamd "Verdrag met Assur" sloot, waarmee de Assyrische koning Tudia gebruik mocht maken van de handelspost die officieel door Ebla werd gecontroleerd. Hij werd minister onder koning Irkab-damu die enige maanden later op vrij jonge leeftijd stierf mogelijk door verwonding op het slagveld. Diens opvolger was nog een kind en Ibrium zou 18 jaar lang ten strijde trekken voor zijn koning, met name tegen aartsrivaal Mari.
Ibi-Sipish was de vijfde en laatste koning van de stadstaat en de eerste die in de dynastieke lijn als opvolger werd aangeduid, waardoor gebroken werd met de Eblaïtische gewoonte om de koning voor een vastgestelde ambtstermijn van zeven jaar te verkiezen.
Absolutisme heeft mogelijk bijgedragen tot de onrust die uiteindelijk tot de val zou leiden. Maar ondertussen werd het bewind van Ibi-Sipish beschouwd als een tijd van ongekende voorspoed, deels ook omdat de koning veel contacten had door handelsreizen naar het buitenland. Zowel in Ebla als in Aleppo zijn kopieën van verdragen gevonden die hij afsloot met het naburige Armi zoals Aleppo toen werd genoemd.

### Economie
Ebla was in die tijd een belangrijk handelscentrum geworden. Zijn grootste rivaal was Mari en men verdenkt Ebla ervan de hand te hebben gehad in de eerste vernieling van Mari. Uit de tabletten blijkt dat de inwoners samen zo'n 200.000 stuks vee bezaten (schapen, geiten en koeien). Belangrijkste handelsproduct was waarschijnlijk timmerhout uit de bergen en misschien uit Libanon, en ook textiel (vermeld in Sumerische teksten van de stadstaat Lagash) koper en edelstenen. De globale handelshorizon blijkt dus alle hoeken van de wereld te omspannen, al was de meeste rechtstreekse handel op Mesopotamië gericht (vooral Kish). Er zijn ook aanwijzingen voor contacten met het Oude Egypte, blijkens geschenken van de farao's Khafra en Pepi I. Handwerk kan een belangrijk exportproduct zijn geweest, er zijn in ieder geval zeer verfijnde artefacten in de ruïnes gevonden, waaronder houten meubelen ingelegd met paarlemoer, en samengestelde beelden die uit verschillend gekleurde steensoorten zijn gemaakt. Mogelijk heeft de Eblastijl de kwaliteit van werk in het daaropvolgend Akkadisch Rijk beïnvloed (ca. 2350 – 2150 v.Chr).

### Bestuur
De bestuursvorm is niet voldoende gekend, maar het lijkt erop dat de stadstaat werd beheerst door een handelsaristocratie die een koning verkoos en voor de defensie vertrouwde op verdragen met machtiger buren. Zelf onderhield het een klein leger van betaalde soldaten. Opeenvolgende 'koningen' wier namen uit de tabletten opduiken zijn Igrish-Halam, Irkab-Damu, Ar-Ennum, Ibrium en Ibbi-Sipish. Ibrium brak met de traditie en voerde een absolutistische monarchie in. Hij werd opgevolgd door zijn zoon Ibbi-Sipish.

### Religie
Bekende Semitische godheden als Isjtar, Dagan, Resjef, Kanish, Hadad, duiken op in Ebla naast een aantal daarbuiten onbekende zoals Kura en Nidakul, plus enkele Sumerische godheden (Enki en Ninki) en Hurrietische goden (Ashtapi, Hebat, Ishara).
Drie versies van de Eblaïtische scheppingshymne zijn er gevonden. Daarin wordt gezegd:

Heerser over hemel en aarde:

de aarde was niet, gij hebt ze geschapen,

het licht van de dag was niet, gij hebt het geschapen,

het ochtendlicht had gij (nog) niet doen ontstaan.

#### Verbanden met Hebreeuwse Bijbel?
Toen Giovanni Pettinato begon met het ontcijferen van de tabletten die werden opgegraven, beweerde hij verbanden te hebben gevonden tussen Ebla en de Hebreeuwse Bijbel. Hij beweerde de naam JHWH (of voorlopers daarvan) te hebben ontdekt, namen van de aartsvaders en verwijzingen naar Sodom en Gomorra. Een groot deel van de aanvankelijke opwinding in de media over een verondersteld verband tussen Ebla en de Hebreeuwse Bijbel, gebaseerd op voorlopige gissingen en speculaties van Pettinato en anderen, wordt nu echter breed afgewezen als onjuist. De academische consensus is dat Ebla "geen invloed heeft op [inzichten in] de kleine profeten, de historische nauwkeurigheid van de Bijbelse patriarchen, de aanbidding van Jahwe, of Sodom en Gomorra". In Ebla-studies is de focus verschoven van vergelijkingen met de Bijbel naar een studie van een op zichzelf staande beschaving. De beweringen leidden tot een bitter persoonlijk en academisch conflict tussen de betrokken wetenschappers, en tot wat sommigen omschrijven als politieke inmenging door de Syrische autoriteiten.

### Vernietiging van Ebla
Sargon van Akkad en zijn kleinzoon Naram-Sin, veroveraars van een groot deel van Mesopotamië, zeggen allebei dat zij Ebla hebben vernietigd. De juiste datum van die vernieling is een voorwerp van langslepende discussie, maar 2240 v.Chr. is een waarschijnlijke kandidaat. Gedurende de drie daaropvolgende eeuwen kon Ebla wel weer enig economisch gewicht in de schaal leggen in de regio, maar het kwam nooit meer tot zijn vroeger hoogtepunt. Mogelijk had de stad economische banden met de nabijgelegen stad Urshu, zoals wordt aangegeven in handelsteksten van Drehem (een voorstad van Nippur), en zoals blijkt uit vondsten in Kultepe/Kanesh.

## Ebla in het tweede millennium v.Chr.
Vele eeuwen na de Akkadische vernieling van Ebla werkte de stad zich opnieuw overeind en herwon zij een deel van haar belang. Die tweede bloeiperiode diep van ca. 1850 tot 1600 v.Chr. De bevolking stond toen bekend als de Amorieten. Hun eerste koning was Ibit-Lim.
Ebla wordt vernoemd in teksten van Alalakh rond 1750 v.Chr. Maar de stad raakte opnieuw verwoest in de turbulente periode van de tweede helft van de 17e eeuw v.Chr. Ditmaal waren het de Hettieten onder koning Mursili I of Hattusili I, of mogelijk hun bondgenoot in Nineveh, ene Pizikarra. Het Lied der Vrijlating is een op kleitabletten opgetekend epos dat teruggaat op deze tweede vernietiging.
Van die tweede verwoesting is Ebla nooit bekomen. De oude glorieuze stad verwerd tot een onbetekenend dorp tot ergens in de 7e eeuw v.Chr. en werd toen volkomen vergeten, tot aan haar archeologische herontdekking.

## Trivia
- Er is veel beweerd over deze archieven. Zo zouden er ook veel namen van steden en koningen voorkomen die ook in het Bijbelboek Genesis worden genoemd en Sodom en Gomorra worden vermeld als plaatsen waar Ebla handel mee dreef, maar dit berust op een fabel, die mogelijk is gebruikt om fondsen voor verder onderzoek te verkrijgen.[16]